# Zweden op het Junior Eurovisiesongfestival

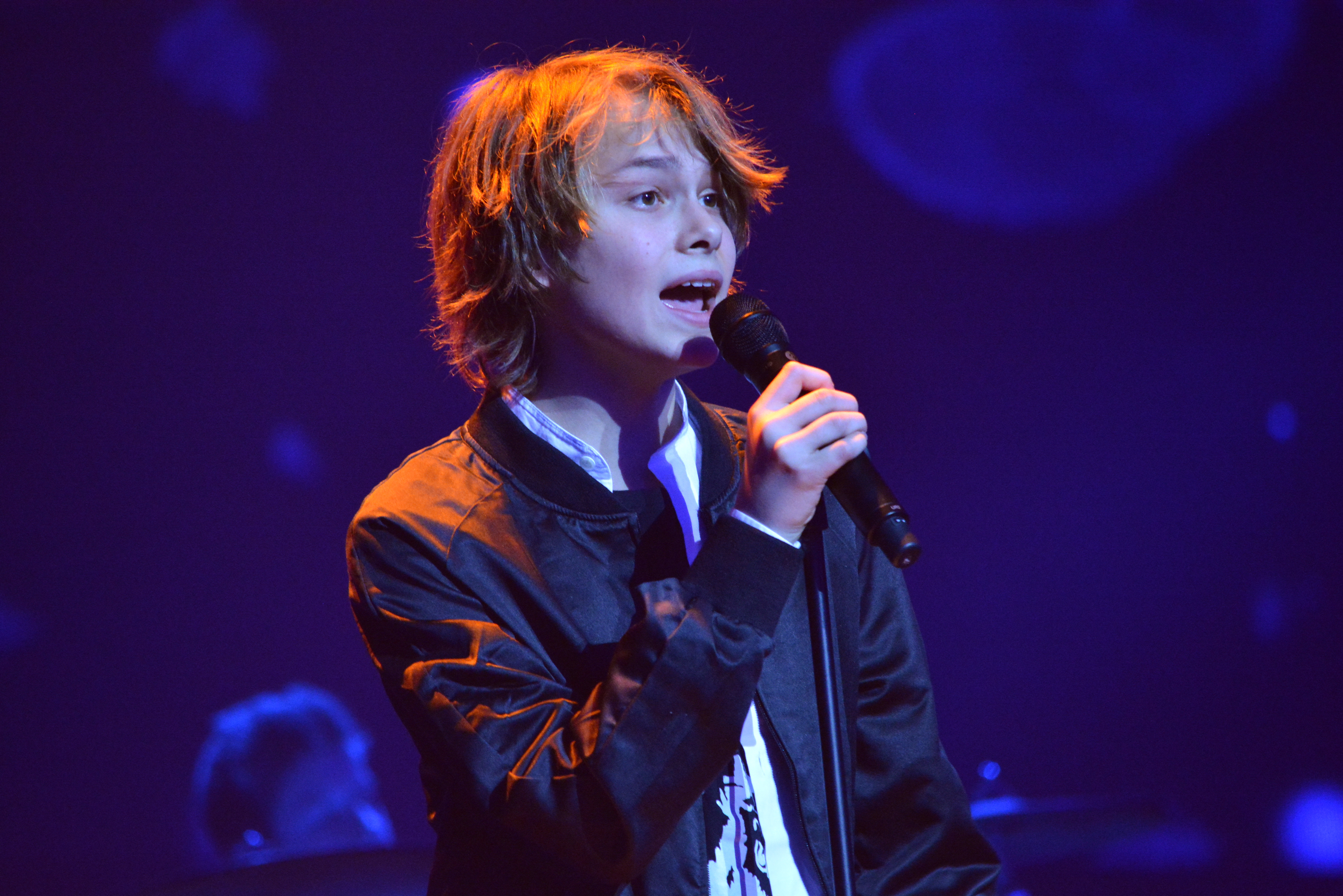
Elias in 2013

Zweden deed tussen 2003 en 2014 mee aan het Junior Eurovisiesongfestival.

## Overzicht
Zweden maakte zijn debuut op het Junior Eurovisiesongfestival in 2003, bij de eerste editie van het evenement. De eerste jaren verliepen voor het land echter zonder succes. Zweden stuurde drie maal op rij een duo, maar kreeg steeds weinig punten en eindigde driemaal op rij op de vijftiende plaats. Samen met de Deense DR en de Noorse NRK trok staatszender SVT zich na 2005 van het Junior Eurovisiesongfestival terug om zich te concentreren op de Scandinavische variant Melodi Grand Prix Nordic. De verantwoordelijkheid voor de Zweedse inzendingen werd hierna overgenomen door TV4.
In 2006 boekte Zweden voor het eerst een succes, toen zangeres Molly Sandén de derde plaats in de wacht sleepte met het liedje Det finaste någon kan få. Zij kreeg 116 punten. Een jaar later mocht Molly's twee jaar jongere zus Frida Sandén voor Zweden naar het festival, maar zij kon het succes van haar zus niet evenaren. Frida werd achtste met 83 punten, waarvan tien punten afkomstig waren uit Nederland.
Ondanks de successen zag Zweden af van deelname aan het Junior Eurovisiesongfestival van 2008. Volgens TV4 zou er te weinig interesse zijn in het liedjesfestijn en hadden ze andere plannen op dat ogenblik.
In 2009 was het land wel weer van de partij. Na haar zussen Molly Sandén in 2006 en Frida Sandén in 2007 mocht nu Mimmi Sandén het voor Zweden gaan proberen. Met haar liedje Du behaalde zij de zesde plaats.
In 2010 kondigde TV4 aan het festival definitief niet meer te willen uitzenden. Na 2008 leek Zweden zich hierdoor voor een tweede keer te moeten terugtrekken, maar uiteindelijk besloot SVT de verantwoordelijkheid weer op zich te nemen en op het allerlaatste moment werd toch een kandidaat afgevaardigd. Josefine Ridell werd intern aangewezen om naar Wit-Rusland te gaan met het lied Allt jag vill ha. Het lied werd onder andere geschreven door Arash, de deelnemer voor Azerbeidzjan op het Eurovisiesongfestival 2009. Josefine werd elfde van 14 deelnemers.
Zweden was kanshebber om het Junior Eurovisiesongfestival 2011 te organiseren, maar Armenië haalde dat jaar het festival binnen. Met Erik Rapp behaalde Zweden daar de negende plaats. Het jaar daarop, in 2012, scoorde Zweden iets beter. Met Mitt mod behaalde Lova Sönnerbo de zesde plaats. Een jaar later stuurde Zweden Elias, die negende werd. In 2014 vertegenwoordigde Julia Kedhammar Zweden met haar lied Du är inte ensam in Malta. Ze werd er 13de.
Vanwege herstructureringen binnen de omroep trok SVT zich terug voor de editie van 2015. TV4 was ook niet bereid de klus weer op zich te nemen en zodoende was Zweden dat jaar absent. Hoewel het initieel om een eenjarige afwezigheid ging, is Zweden sindsdien niet meer op het Junior Eurovisiesongfestival verschenen.

## Lijst van Zweedse deelnames
| Jaar | Artiest         | Lied                     | Plaats | Punten | Taal             |
| ---- | --------------- | ------------------------ | ------ | ------ | ---------------- |
| 2003 | The Honeypies   | Stoppa mig!              | 15     | 12     | Zweeds           |
| 2004 | Limelights      | Varför jag?              | 15     | 8      | Zweeds           |
| 2005 | M+              | Gränslös kärlek          | 15     | 22     | Zweeds           |
| 2006 | Molly Sandén    | Det finaste någon kan få | 3      | 116    | Zweeds           |
| 2007 | Frida Sandén    | Nu eller aldrig          | 8      | 83     | Zweeds           |
| 2009 | Mimmi Sandén    | Du                       | 6      | 68     | Zweeds           |
| 2010 | Josefine Ridell | Allt jag vill ha         | 11     | 48     | Zweeds           |
| 2011 | Erik Rapp       | Faller                   | 9      | 57     | Zweeds           |
| 2012 | Lova Sönnerbo   | Mitt mod                 | 6      | 70     | Zweeds           |
| 2013 | Elias           | Det är dit vi ska        | 9      | 46     | Zweeds           |
| 2014 | Julia Kedhammar | Du är inte ensam         | 13     | 28     | Zweeds en Engels |

| Kleur | Betekenis      |
| ----- | -------------- |
|       | Eerste plaats  |
|       | Tweede plaats  |
|       | Derde plaats   |
|       | Laatste plaats |
|       | Gastland       |

## Gegeven en gekregen punten
| Plaats | Land        | Punten |
| ------ | ----------- | ------ |
| 1      | Nederland   | 64     |
| 2      | Rusland     | 63     |
| 3      | Armenië     | 58     |
| 4      | Wit-Rusland | 45     |
| 5      | België      | 36     |

| Plaats | Land        | Punten |
| ------ | ----------- | ------ |
| 1      | Nederland   | 51     |
| 2      | België      | 46     |
| 3      | Wit-Rusland | 35     |
| 4      | Rusland     | 31     |
| 5      | Oekraïne    | 30     |

## Twaalf punten
(Een vetgedrukte editie betekent dat het land die editie won.)
| Aantal | Land       | Edities          |
| ------ | ---------- | ---------------- |
| 3      | Rusland    | 2006, 2011, 2013 |
| 2      | Nederland  | 2009, 2014       |
| 1      | Armenië    | 2010             |
| 1      | Denemarken | 2003             |
| 1      | Noorwegen  | 2005             |
| 1      | Oekraïne   | 2012             |
| 1      | Servië     | 2007             |
| 1      | Spanje     | 2004             |

| Aantal | Land      | Edities |
| ------ | --------- | ------- |
| 1      | Albanië   | 2012    |
| 1      | Nederland | 2006    |

2003 · 2004 · 2005 · 2006 · 2007 · 2008 · 2009 · 2010 · 2011 · 2012 · 2013 · 2014 · 2015-2024